# Pfarrkirche Going am Wilden Kaiser

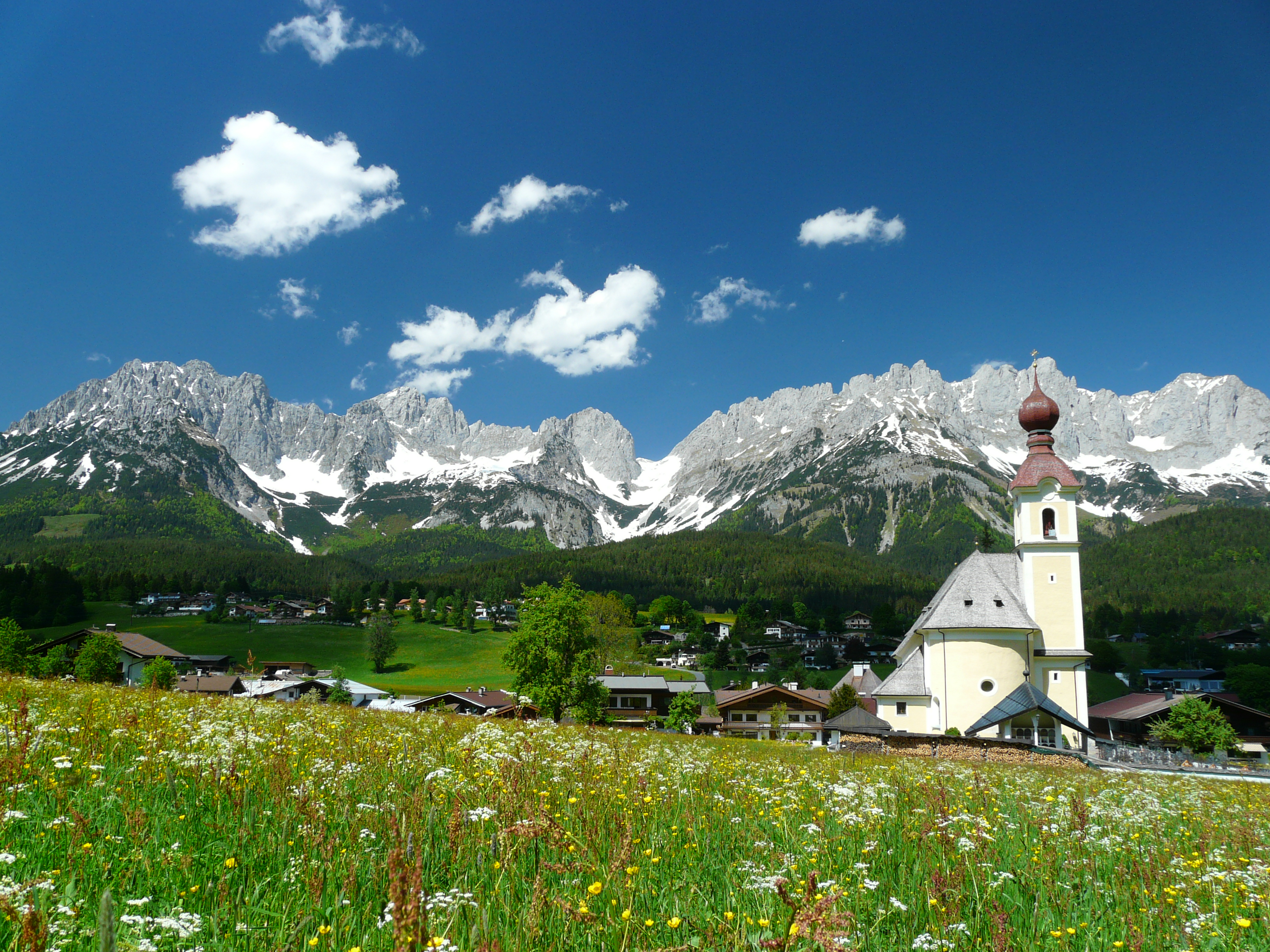
Katholische Pfarrkirche Heiliges Kreuz in Going am Wilden Kaiser

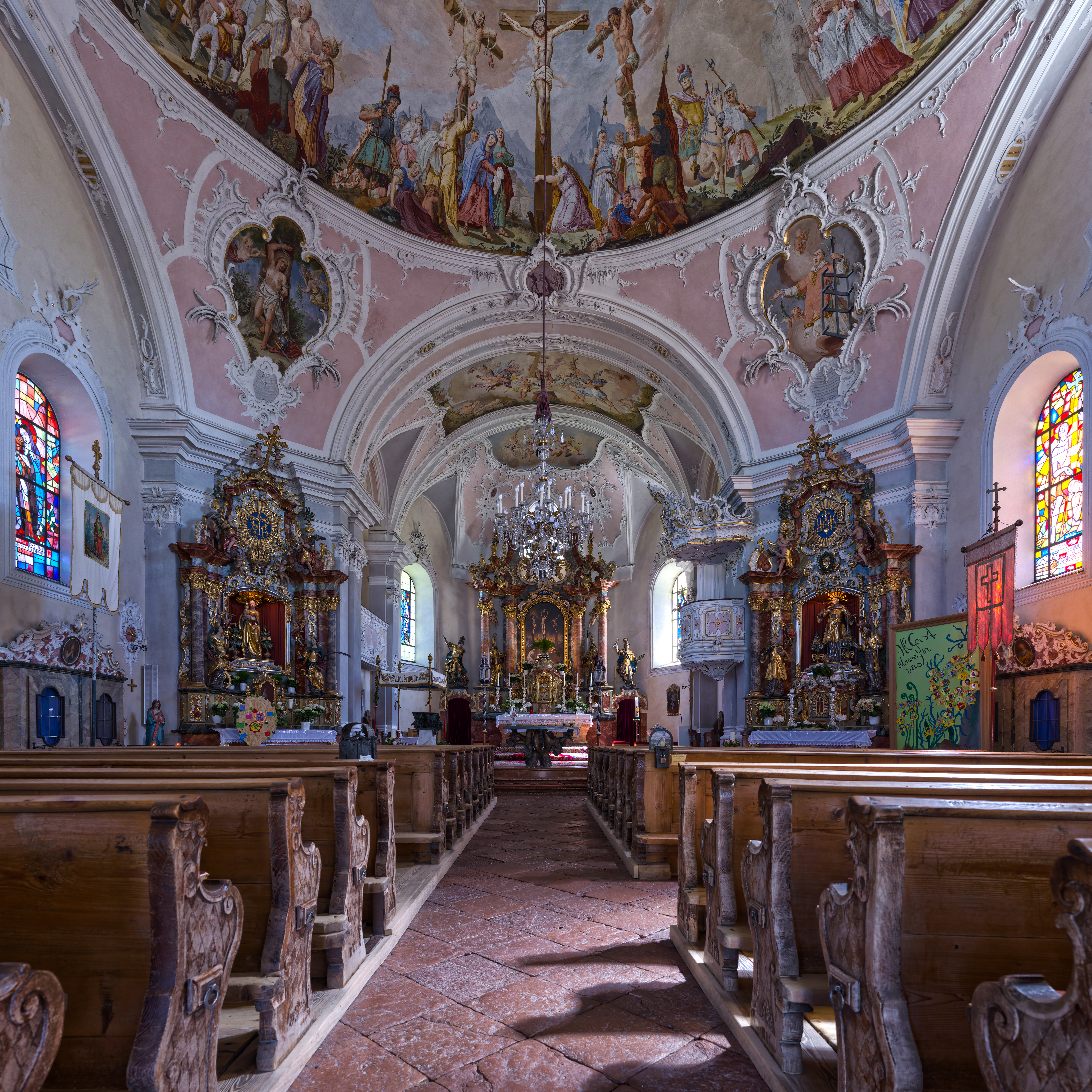
Zentralraum, Blick zum Chor

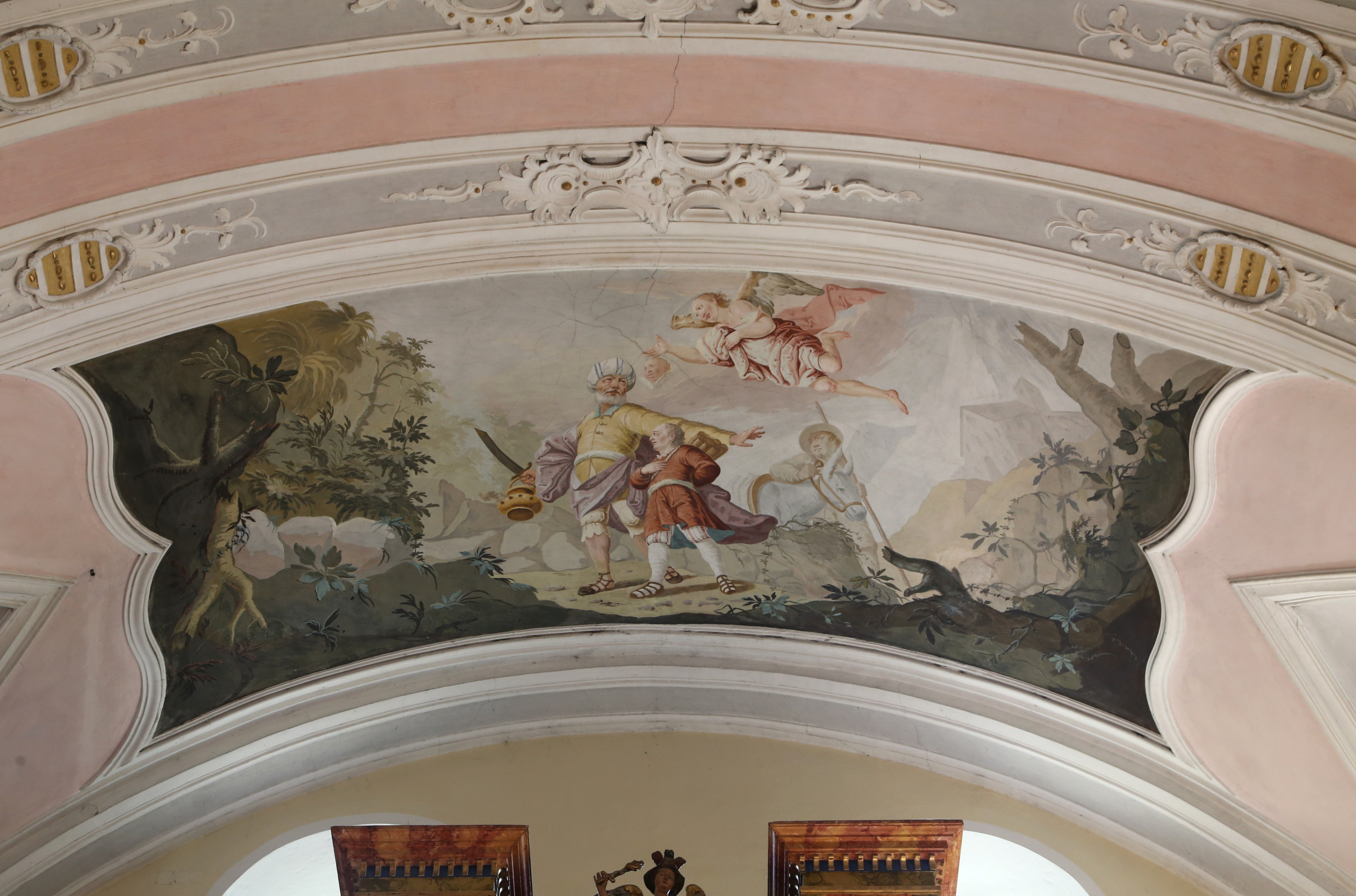
Emporenjoch, Deckenfresko

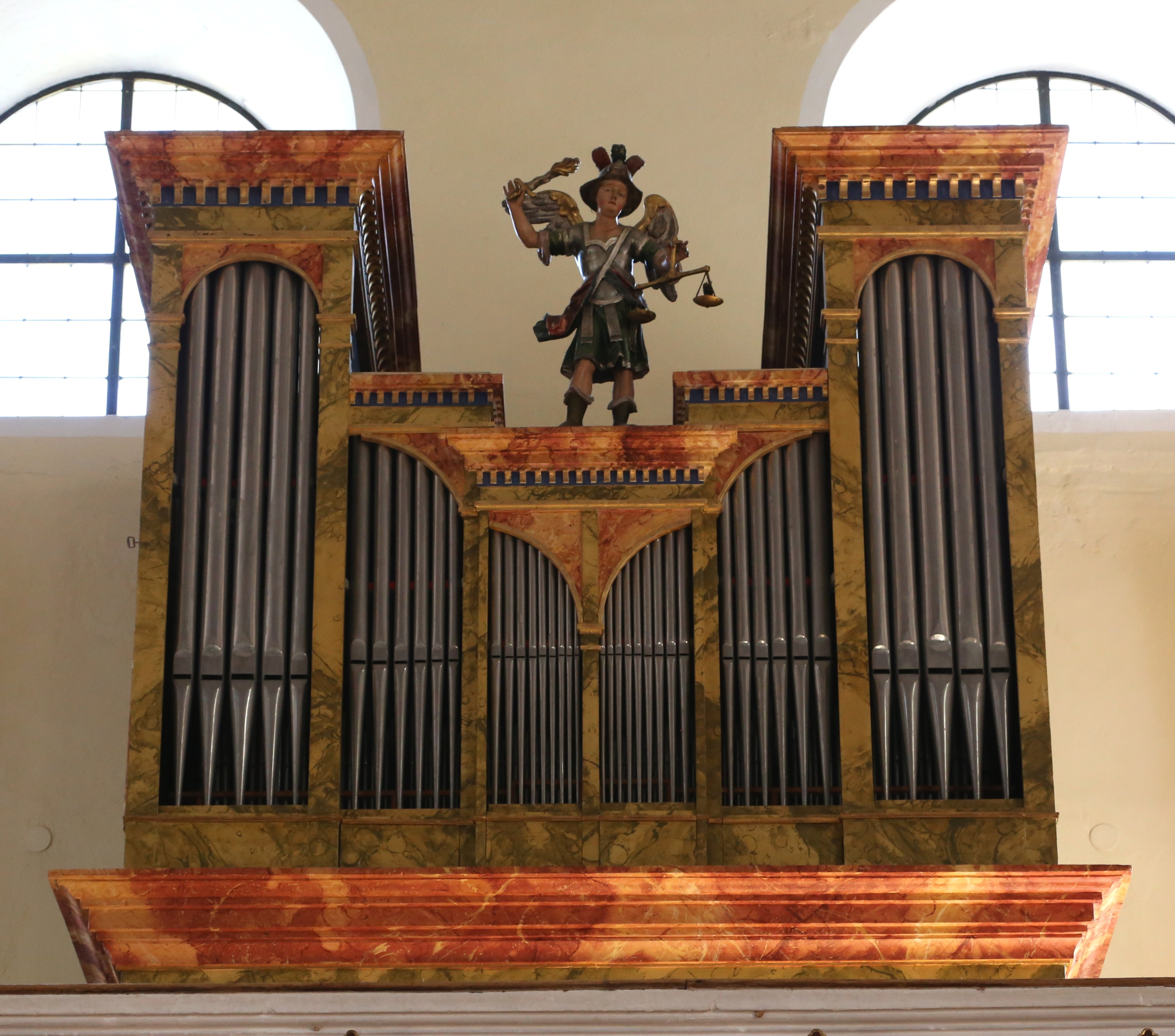
Orgelprospekt mit Figur hl. Michael

Die Pfarrkirche Going steht am erhöhten Südrand des Dorfes in der Gemeinde Going am Wilden Kaiser im Bezirk Kitzbühel im Bundesland Tirol. Die dem Patrozinium Heiliges Kreuz unterstellte römisch-katholische Pfarrkirche gehört zum Dekanat St. Johann in Tirol in der Erzdiözese Salzburg. Die Kirche und der Friedhof stehen unter Denkmalschutz (Listeneintrag).

## Geschichte
Urkundlich wurde 1390 eine Kirche genannt. Die Kirche wurde 1891 zur Pfarrkirche erhoben.
Der barocke Kirchenbau wurde urkundlich 1774/1775 nach den Plänen des Kirchenbaumeisters Andreas Hueber erbaut.

## Architektur
Der quadratische Zentralraum steht zwischen zwei schmalen queroblongen Jochen, der Vorhalle und des Chores. Der nach Süden ausgerichtete Chor schließt rund. Der Turm im ostseitigen Chorwinkel ist dreigeschoßig mit rundbogigen Schallöffnungen, er trägt eine Zwiebelhaube. Im westseitigen Chorwinkel steht die zweigeschoßige Sakristei. Die Nordfront zeigt einen Dreieckgiebel über einem umlaufenden Hauptgesimse, die Front zeigt in drei Nischen mittig das Hl. Kreuz flankiert von den Statuen Peter und Paul, das Rotmarmorportal mit Pilastern und Gebälk nennt 1775. Die Türen der Haupt- und Seitenportale zeigen barockes Schnitzwerk.
Das Kircheninnere zeigt im Zentralraum eine Flachkuppel auf schräggestellten Eckpfeilern mit Pilastervorlagen und verkröpftem Gebälk. Die Fenstergruppen haben geschweifte Oberlichten. Das Vorhallenjoch und das Chorjoch haben Stichkappentonnengewölbe. Die Empore steht auf Marmorsäulen. Im Chor gibt es Seitenemporen, die rechte Seitenempore ist mit der Rokoko-Kanzel von Anton Gigl verbunden, die Kanzel zeigt üppigen Rocailleschmuck am Schalldeckel, Rokoko-Stukkaturen schmücken die Gewölbe und bilden Fensterbekrönungen.

## Ausstattung
Die Gewölbemalereien um 1775 schuf der Barockmaler Matthias Kirchner, im Chor Jüngstes Gericht, in der Kuppel Kreuzigung und Kreuzlegende, in den Zwickeln in Rokoko-Kartuschen in Bildern die Heiligen Sebastian, Laurentius, Martin und Georg, das Bild im Emporenjoch zeigt Abraham und Isaak. Die Glasfenster nennen Gottlieb Schuller 1935 und Carl Rieder 1936 und 1944.

## Einrichtung
Die spätbarocken Altäre aus 1775 bis 1780 tragen Figuren von Thomas Blieml. Der Hochaltar zeigt das Altarblatt Kreuzigung um 1700 von Ignaz Faistenberger und trägt die Statuen der Heiligen Georg, Martin, Rupert und Sebastian und im Auszug Gottvater. Der große Tabernakel ist barock. Den Volksaltar mit einem Bronzegußfuß einen Weinstock darstellend und ein Marmorambo mit einem Bronzepult und eine Plastik mit den Vier-Evangelisten-Symbolen schuf der Bildhauer Josef Zenzmaier 1974.
Der linke Seitenaltar trägt eine spätgotische Statue Madonna um 1500, später barock überschnitzt, flankiert von den Statuen Hll. Katharina und Barbara und eine Rokoko-Tabernakel. Der rechte Seitenaltar trägt die Statuen hl. Laurentius zwischen hl. Stephan und Silvester. Die Konsolfigur Schmerzhafte Muttergottes ist aus der zweiten Hälfte des 18. Jahrhunderts. In Nischen stehen die Figuren Hll. Joachim und Anna.
Ein lebensgroßes Kruzifix entstand in der ersten Hälfte des 18. Jahrhunderts. Ein kleines Heiliggrab schuf wohl Matthäus Kirchmeyr um 1780.
Auf dem Orgelgehäuse steht die barocke Figur hl. Michael. Eine Glocke nennt Simon Petrus Miller 1785.

## Friedhof
Der Friedhof umfasst die Kirche. Die Nischenkapelle mit einem geschweiften Spitzgiebel im Friedhof südlich der Kirche entstand in der ersten Hälfte des 19. Jahrhunderts. Eine Rundbogennische zeigt die Malerei der Ölbergszene. Die hölzernen Flügeltüren sind innen bemalt und nennt 1826.